# Irene Silva de Santolalla
Irene Silva de Santolalla, född 10 maj 1902, död 30 juli 1992, var en peruansk politiker och författare. Hon var en ledande gestalt i den peruanska kvinnorörelsen och arbetade för kvinnors myndighet och rösträtt, något som slutligen infördes 1955. I det följande valet vann hon en plats i parlamentet, och var 1956-62 Perus första senator av sitt kön.